# Ortotris
Ortotris est un jeu vidéo de puzzle développé par UHO Software sorti en 1992 sur DOS, Amiga et Commodore 64. C'est une variante du Tetris.

## Système de jeu
À l'instar de Tetris, des syllabes tombent, le but est de former avec ces syllabes, des mots en polonais.